# Christina Rommel

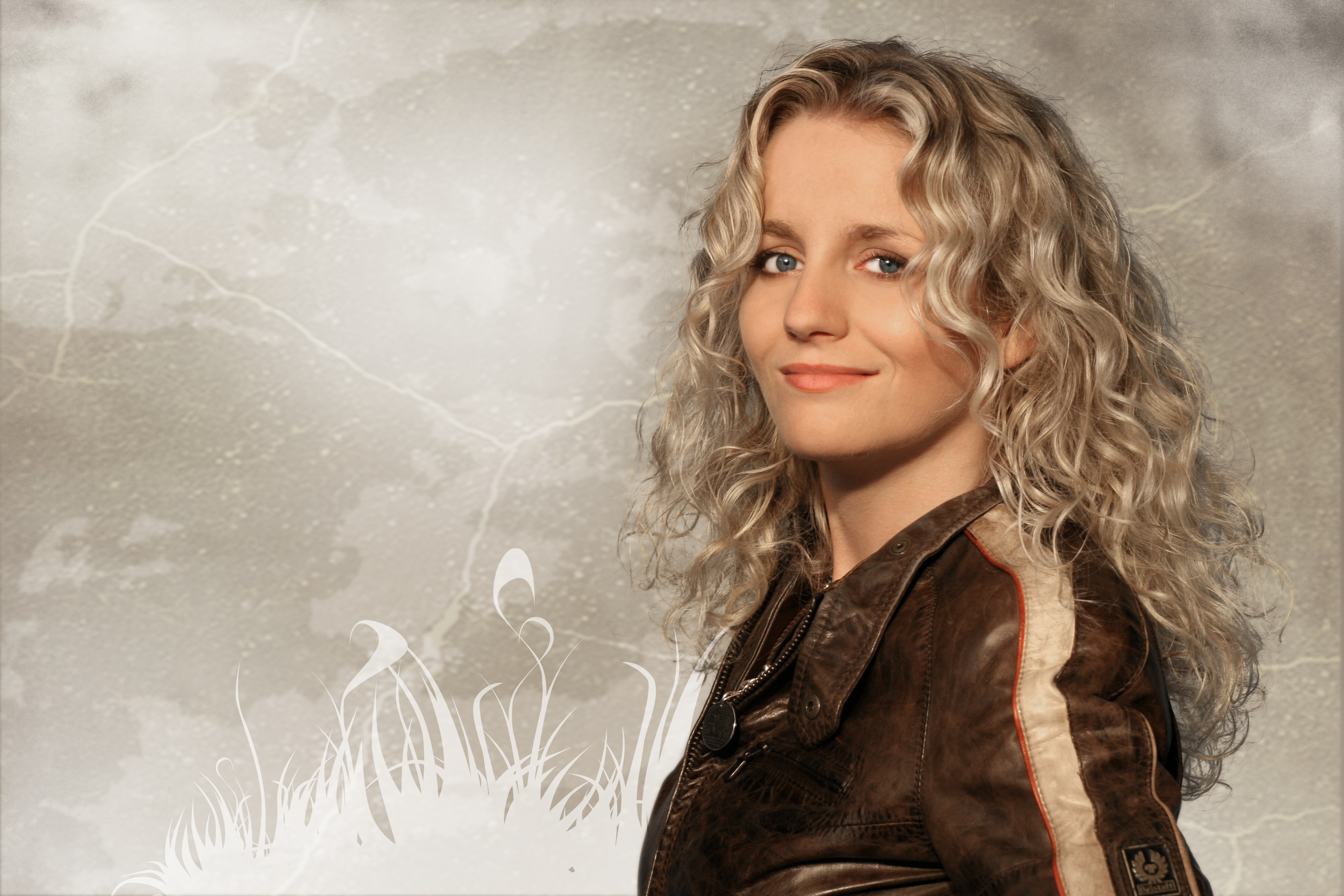
Christina Rommel (2013)

Christina Rommel (* 27. April 1981) ist eine deutsche Rock/Pop-Sängerin und Komponistin aus Erfurt.

## Biografie
Christina Rommel besuchte die Musikschule in Erfurt. Neben ihrer musikalischen Karriere arbeitet sie für den MDR, für den sie in den Jahren 2006–2008 eine eigene wöchentliche Fernsehsendung namens „Geheimtipp“ moderierte, von dieser wurden mehr als 60 Folgen ausgestrahlt. Sie engagiert sich sozial für Projekte, wie z. B. Musik für Mehrgenerationenhäuser, die Zusammenarbeit mit der Stiftung „Hand in Hand“, ist Gründungsmitglied des Kultur-Vereins „Kultur lauter Stille“ in Kooperation mit dem Erfurter Gebärdenchor. Seit 2014 engagiert sich Christina Rommel für das Projekt „Schule ohne Rassismus“. Für Grundschulen konzipierte sie 2019 das Projekt „Interaktiver Musikunterricht“, welches im Herbst 2019 erstmals in der Musikalischen Grundschule Pestalozzi Weimar durchgeführt wurde.
2005 wurde Christina Rommel Repräsentantin für UNICEF. Sie wirbt seit 2012, nach Ernennung durch den Thüringer Minister für Landwirtschaft, Forsten, Umwelt und Naturschutz, Jürgen Reinholz, als „Genussbotschafterin“ für Thüringen. Seit 2021 moderiert sie jeden Samstag eine zweistündige Radiosendung beim Erfurter Radiosender LandesWelle Thüringen.

## Musikalischer Werdegang
Zu Beginn ihrer Karriere konzentrierte sich Christina Rommel auf englische Texte, so waren ihre ersten beiden Alben ausschließlich englischsprachig. Seit 2004 spielt sie Live-Touren. Zusammen mit ihrer Band tourte sie 2007 und 2008 an der Ostküste der USA und New Yorks, 2018 trat sie erstmals in Frankreich, Österreich und der Schweiz auf. In Deutschland nimmt sie über 100 Live-Termine jährlich wahr. Seit 2015 sind Christina Rommel & BAND endorser für duesenberg, neumann, meinl, kemper, sennheiser und Terre. Seit 2018 lädt sich Christina Rommel internationale Gastmusiker auf ihre Touren ein.
| Tour                                                 | Jahr      |
| ---------------------------------------------------- | --------- |
| „Take me with you“ – Tour                            | 2002–2004 |
| „N°92“ – Tour                                        | 2004–2007 |
| „Besondere Orte Tour“ mit Höhepunkt 2007 in New York | seit 2006 |
| „Willkommen im Anderswo“ – Tour                      | 2007–2010 |
| „Schokolade“ – Tour                                  | seit 2008 |
| „Nachtlicht“ – Tour                                  | seit 2008 |
| „Blick von oben“ – Tour                              | 2011–2014 |
| „Nordwest“ – Tour                                    | 2015–2019 |

## Diskografie
| Album                        | Erscheinungsjahr |
| ---------------------------- | ---------------- |
| „Sometimes dreams come true“ | 2001             |
| „Take me with you“           | 2002             |
| „N°92“                       | 2004             |
| „Willkommen im Anderswo“     | 2008             |
| „Nachtlicht“                 | 2009             |
| „Blick von oben“             | 2011             |
| „Nordwest“                   | 2015             |
| Farbe. Licht. Raum.          | 2021             |

| Single                     | Erscheinungsjahr |
| -------------------------- | ---------------- |
| „Desire“                   | 2003             |
| „Have a nice day“          | 2003             |
| „Erobert“                  | 2004             |
| „Schlaflos“                | 2005             |
| „Traum aus Eis“            | 2005             |
| „Dann spürst du den Regen“ | 2006             |
| „Raus in meine Stadt“      | 2007             |
| „Ich hör das Meer“         | 2008             |
| „Schokolade“               | 2008             |
| „Perfekter Sommertag“      | 2009             |
| „Weihnachtsmann“           | 2009             |
| „Blick von oben“           | 2011             |
| „Perfekter Sommertag '11“  | 2011             |
| „Nachricht an euch alle“   | 2011             |
| „Hauch aus Schokolade“     | 2013             |
| „Was ist dein Glück“       | 2014             |
| „Nordwest“                 | 2015             |
| „Manhattans Himmel“        | 2016             |
| „Teil von mir“             | 2021             |

Quelle: 